# Diocesi di Jullundur
La diocesi di Jullundur (in latino Dioecesis Iullundurensis) è una sede della Chiesa cattolica in India suffraganea dell'arcidiocesi di Delhi. Nel 2023 contava 109.078 battezzati su 31.045.330 abitanti. È retta dal vescovo Jose Sebastian Thekkumcherikunnel.

## Territorio
La diocesi comprende i seguenti distretti dell'India:
- Amritsar, Faridkot, Ferozepur, Gurdaspur, Hoshiarpur, Jalandhar, Kapurthala, Ludhiana, Moga, Muktsar e Nawanshahar nello stato del Punjab;
- Chamba, Hamirpur, Kangra e Una nello stato dell'Himachal Pradesh.

Sede vescovile è la città di Jalandhar (in passato chiamata Jullundur), dove si trova la cattedrale di Santa Maria.
Il territorio è suddiviso in 137 parrocchie, raggruppate in 16 decanati.

## Storia
La prefettura apostolica di Jullundur fu eretta il 17 gennaio 1952 con la bolla Inter ceteras curas di papa Pio XII, ricavandone il territorio dalla diocesi di Lahore (oggi arcidiocesi).
Il 6 dicembre 1971 la prefettura apostolica è stata elevata al rango di diocesi con la bolla Officium apostolicum di papa Paolo VI.

## Cronotassi dei vescovi
Si omettono i periodi di sede vacante non superiori ai 2 anni o non storicamente accertati.
- Alban Francis Swarbrick, O.F.M.Cap. † (31 ottobre 1952 - 1971 dimesso)
- Symphorian Thomas Keeprath, O.F.M.Cap. † (6 dicembre 1971 - 24 febbraio 2007 ritirato)
- Anil Joseph Thomas Couto (24 febbraio 2007 - 30 novembre 2012 nominato arcivescovo di Delhi)
- Franco Mulakkal (13 giugno 2013 - 1º giugno 2023 dimesso)[2]
  - Sede vacante (2023-2025)
- Jose Sebastian Thekkumcherikunnel, dal 7 giugno 2025

## Statistiche
La diocesi nel 2023 su una popolazione di 31.045.330 persone contava 109.078 battezzati, corrispondenti allo 0,4% del totale.
| anno | popolazione | popolazione | popolazione | presbiteri | presbiteri | presbiteri | presbiteri                | diaconi | religiosi | religiosi | parrocchie |
| anno | battezzati  | totale      | %           | numero     | secolari   | regolari   | battezzati per presbitero | diaconi | uomini    | donne     | parrocchie |
| ---- | ----------- | ----------- | ----------- | ---------- | ---------- | ---------- | ------------------------- | ------- | --------- | --------- | ---------- |
| 1970 | 16.809      | 9.044.910   | 0,2         | 11         | 11         |            | 1.528                     |         |           | 194       |            |
| 1980 | 26.045      | 12.300.000  | 0,2         | 42         | 16         | 26         | 620                       |         | 29        | 223       |            |
| 1990 | 42.363      | 16.878.406  | 0,3         | 70         | 38         | 32         | 605                       |         | 34        | 369       |            |
| 1999 | 86.025      | 21.861.025  | 0,4         | 90         | 50         | 40         | 955                       |         | 57        | 460       | 92         |
| 2000 | 88.833      | 22.198.245  | 0,4         | 91         | 50         | 41         | 976                       |         | 64        | 474       | 92         |
| 2002 | 93.142      | 23.095.044  | 0,4         | 96         | 55         | 41         | 970                       |         | 66        | 508       | 99         |
| 2003 | 95.004      | 23.556.944  | 0,4         | 107        | 57         | 50         | 887                       |         | 83        | 518       | 101        |
| 2004 | 105.654     | 44.028.082  | 0,2         | 116        | 60         | 56         | 910                       |         | 141       | 619       | 101        |
| 2006 | 109.922     | 45.388.815  | 0,2         | 106        | 62         | 44         | 1.037                     |         | 118       | 648       | 103        |
| 2013 | 143.623     | 21.697.420  | 0,7         | 142        | 80         | 62         | 1.011                     |         | 100       | 700       | 109        |
| 2016 | 113.259     | 19.296.682  | 0,6         | 151        | 89         | 62         | 750                       |         | 120       | 675       | 110        |
| 2019 | 109.719     | 20.015.500  | 0,5         | 163        | 88         | 75         | 673                       |         | 91        | 716       | 114        |
| 2021 | 109.391     | 30.451.858  | 0,4         | 161        | 85         | 76         | 679                       |         | 94        | 758       | 133        |
| 2023 | 109.078     | 31.045.330  | 0,4         | 192        | 84         | 108        | 568                       |         | 120       | 816       | 137        |